# Mandingo (film)
Pour les articles homonymes, voir Mandingo.
Pour plus de détails, voir Fiche technique et Distribution.
Mandingo est un film américain réalisé par Richard Fleischer en 1975.
Le film se déroule en Louisiane en 1840. Le patriarche Warren Maxwell gère la plantation Falconhurst. Vieillard tyrannique, il fait régner sa loi sur son enfant unique Hammond comme sur ses esclaves. Soucieux de sa descendance et de la pureté de sa lignée, Warren oblige Hammond à épouser sa cousine Blanche. Mais son fils, attiré par les esclaves noirs, dédaigne son épouse. Il couche avec des jeunes femmes de la plantation, dont la jolie et douce Ellen qui devient vite sa favorite. En parallèle, il achète aux enchères un colosse mandingue, Ganymède, qu'il entend faire lutter dans des combats organisés. La beauté de Ganymède, la grâce d'Ellen, la cruauté de Warren, la jalousie de Blanche, l'instabilité d'Hammond vont enflammer Falconhurst jusqu'au dénouement, inéluctable et violent.

## Synopsis
Louisiane, vingt et un ans avant le début de la guerre de Sécession.
Le vieux Warren Maxwell, perclus de rhumatismes, dirige Falconhurst d'une main de fer. Pourtant, la plantation périclite. Warren a perdu sa femme et avec elle toute chance d'avoir un autre enfant. Il aimerait que son fils unique, Hammond, resté boiteux à la suite d'un accident, se marie afin d'avoir une descendance qui assurerait la pérennité de la famille et ses terres.
Seulement les goûts de son garçon ne favorisent pas ce projet : celui-ci est attiré par les jeunes esclaves noires (dont la belle Ellen) et subjugué par la puissance du colosse mandingue Ganymède, qu'il a acheté aux enchères lors d'un marché aux esclaves de La Nouvelle-Orléans.
Son père l'oblige à épouser sa cousine Blanche Woodford mais l'union est un échec : lors de la nuit de ses noces, il découvre que celle-ci a été déflorée. Atteint dans sa mentalité de propriétaire, il décide de faire chambre à part et s'en retourne auprès d'Ellen. La jeune esclave, enceinte, fait promettre à Hammond de ne pas vendre leur enfant et de l'affranchir lorsqu'il sera en âge. Après une dispute, Hammond ne comprenant pas les souffrances liées à l'esclavage et Ellen les ayant éprouvées toute sa vie, le jeune homme finit par céder. A cet instant, Ellen croit réellement qu'Hammond est différent des autres blancs qui abusent et tuent leurs esclaves selon leur bon vouloir.
En parallèle, Hammond se consacre à son autre passion : il entraine Ganymède, plus simplement appelé Mede, à combattre à mains nues d'autres esclaves afin de remporter les mises lors de féroces compétitions à l'issue incertaine. Mede n'est plus seulement un lutteur hors pair exhibé au bordel de Madame Caroline à La Nouvelle-Orléans, mais aussi un esclave dévoué qui s'avère très utile pour l'entretien de l'exploitation.
Mais la lente décadence de Falconhurst se précipite : Blanche découvre qu'Ellen est enceinte de son mari et provoque une fausse couche. Malgré les efforts du vieux Maxwell pour arranger les choses, Hammond arrache les aveux de sa femme et apprend que son frère a pris sa virginité l'année de ses treize ans.
Écœuré, Hammond part avec Ellen et rompt avec son épouse. Alcoolique et détruite par l'affection qu'elle croit voir entre Ellen et Hammond, la mariée délaissée prépare sa vengeance. Pendant son absence, Blanche décide de faire subir à son mari l'humiliation qu'il lui a lui-même infligée : le tromper avec les domestiques. Elle oblige Mede à la satisfaire sexuellement, sous peine de l'accuser de viol.
Neuf mois plus tard, elle accouche d'un enfant métisse que le docteur supprime afin d'éviter le scandale. Hammond découvre vite la vérité. L'héritier de Falconhurst empoisonne alors sa femme avec la complicité du médecin, puis, fou de colère, se lance à la recherche de Mede.
Devenu incontrôlable, il repousse toutes les tentatives d'Ellen pour le calmer. Cette dernière le supplie et s'interpose mais est violemment précipitée au sol par Hammond, ce dernier lui rappelant qu'elle ne partage que sa couche. Le fils Maxwell exécute cruellement le mandingue.
Agamemnon, le serviteur de Warren, cherche à sauver Mede mais échoue. Alors que le patriarche Maxwell l'humilie une fois de plus, Agamemnon s'empare du fusil du maître des lieux et l'abat, avant de prendre la fuite.
Définitivement perdu, Hammond demeure prostré à côté du cadavre de son père. Le plan final annonce le point de non retour pour la famille Maxwell et la chute irréversible de Falconhurst.

## Fiche technique
- Titre original : Mandingo
- Réalisation : Richard Fleischer
- Scénario : Norman Wexler, d'après le roman de Kyle Onstott et la pièce de Jack Kirkland
- Production : Dino De Laurentiis
- Photographie : Richard H. Kline
- Son : James Nelson et John Wilkinson (non crédité)
- Montage : Frank Bracht
- Casting : Lynn Stalmaster
- Décors : Boris Leven et John P. Austin (en)
- Costumes : Ann Roth
- Musique : Maurice Jarre
- Sociétés de production : Dino De Laurentiis Company et Paramount Pictures
- Société de distribution : Paramount Pictures
- Pays de production : États-Unis
- Langues : anglais, français
- Dates de sortie :
  - États-Unis : 7 mai 1975 (première à New-York)
  - États-Unis : 25 juillet 1975 (au cinéma)
  - France : 17 septembre 1975
  - Belgique : 12 février 1976
- Format : Couleurs (Technicolor) - 35 mm spherical - 1.85 : 1 - son mono / 4-pistes stéreo
- Genre : drame
- Durée : 127 minutes

## Distribution

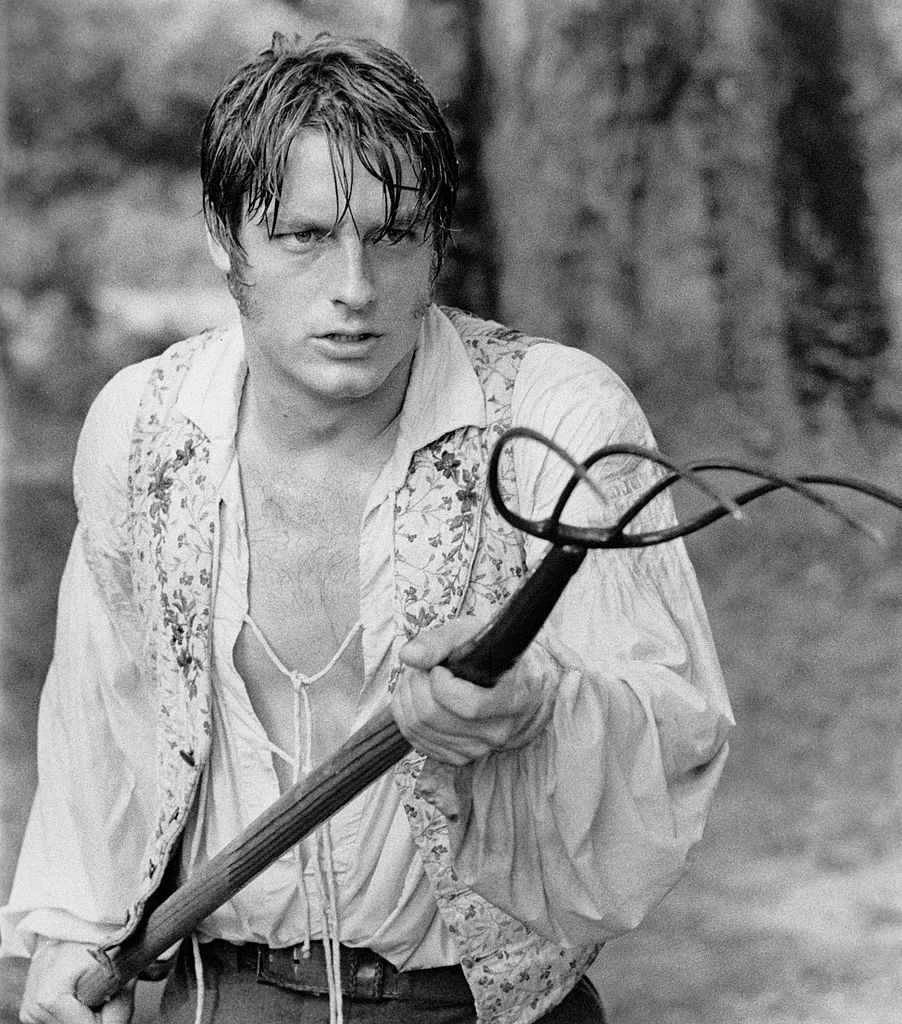
Perry King lors de la scène finale du film.

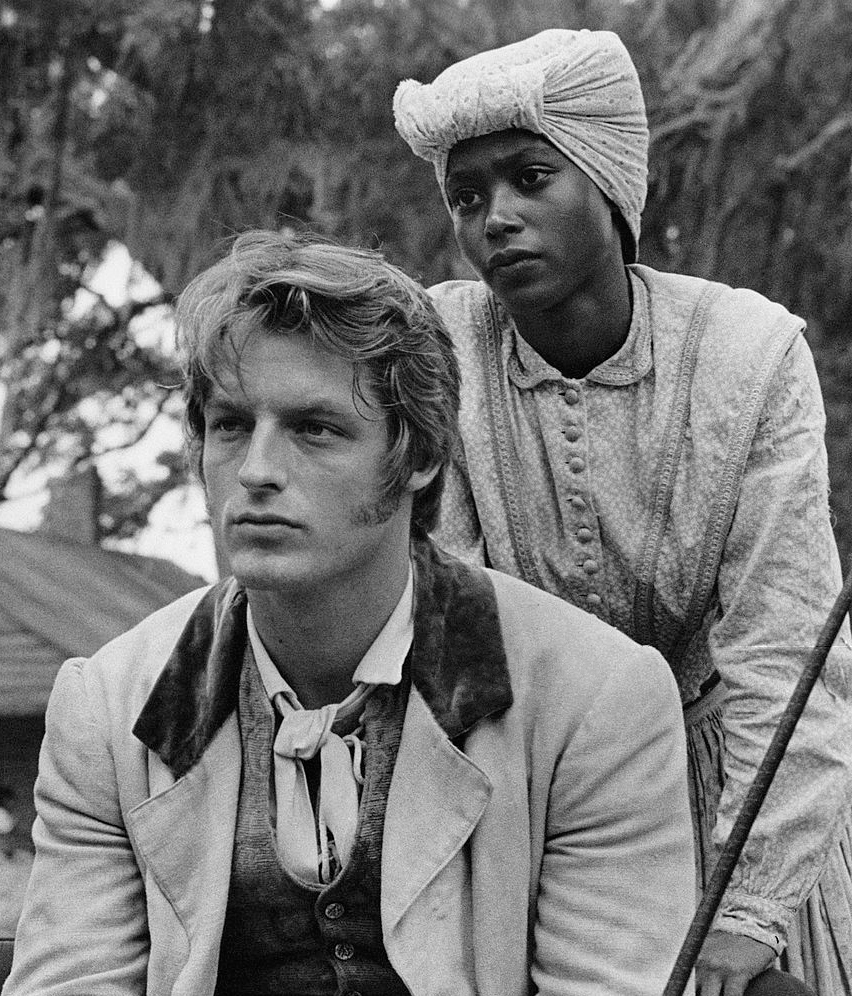
Perry King et Brenda Sykes sur le tournage : ils incarnent le fils Maxwell et l'esclave Ellen.

- James Mason (VF : André Valmy) : Warren Maxwell
- Susan George (VF : Annie Sinigalia) : Blanche Maxwell
- Perry King (VF : Sylvain Joubert) : Hammond Maxwell
- Brenda Sykes (VF : Claude Chantal) : Ellen
- Ken Norton (VF : Sady Rebbot) : Ganymède dit "Mède"
- Richard Ward (VF : Jean Violette) : Agamemnon dit "Mem"
- Lillian Hayman (en) : Lucrèce Borgia
- Ji-Tu Cumbuka (en) (VF : Bachir Touré) : Cicéron
- Paul Benedict (VF : Jacques Balutin) : Brownlee, le marchand d'esclaves
- Roy Poole (VF : Jacques Deschamps) : le docteur Redfield
- Irene Tedrow (VF : Héléna Manson) : Madame Redfield
- Ben Masters (en) (VF : Bernard Alane) : Charles Woodford, le frère de Blanche
- Stanley J. Reyes : le major Woodford
- Ray Spruell (VF : Michel Gudin) : Wallace
- Louis Turenne (en) (VF : William Sabatier) : le marquis Bernard De Veve
- Duane Allen (en) : Topaze
- Earl Maynard (en) : Babouin
- Debbi Morgan : Dite
- Reda Wyatt : Big Pearl
- Beatrice Winde (en) (VF : Jane Val) : Lucy, la mère de Big Pearl
- Deborah Ann Young : Hortense dite "Tense"
- Simone McQueen (VF : Régine Blaess) : Madame Caroline, la tenancière du lupanar
- Evelyn Hendrickson (VF : Paula Dehelly) : Béatrix
- John Barber : Le Toscan
- Durwyn Robinson : Meg
- Kerwin Robinson : Alph
- Stocker Fontelieu : Wilson
- Sylvia Kuumba Williams : une mère noire
- Debra Blackwell : la prostituée blonde attirée par Hammond
- Laura Misch Owens (non créditée) : une prostituée
- Rosemary Tichenor (non créditée) : la veuve allemande qui veut acheter Ganymède
- Warren Kenner (non crédité)
- Edwin Edwards (non crédité) : un joueur (scènes supprimées)[1]
- Sylvester Stallone (non crédité) : l'homme au chapeau rouge dans la foule, lors de l'exécution d'un esclave (figuration, à confirmer)[2]

## Distinction
- 1977 : Prix Goldene Leinwand[3]

## Lieux de tournage[4]

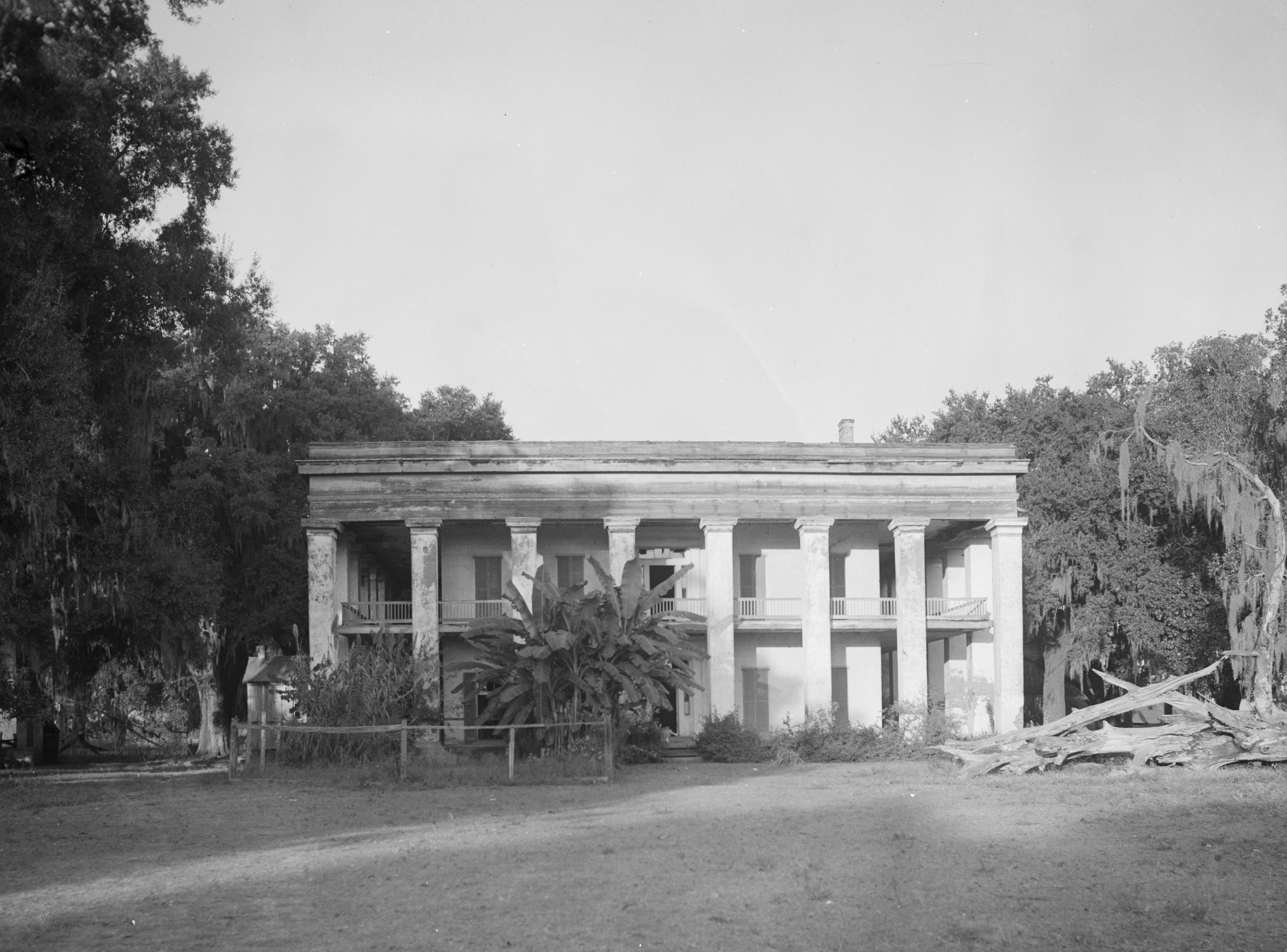
Ashland Plantation, l'un des lieux de tournage.

- Ashland / Belle Hélène Plantation - State Highway 75, Geismer, Louisiane, États-Unis
- The Houmas - 40136 Highway 942, Burnside, Louisiane, États-Unis
- San Juan, Porto Rico

## Une production compliquée

### Un roman inadaptable?
(janvier 2023).
- Si vous ne connaissez pas le sujet, laissez ce bandeau (vous pouvez alors contacter les auteurs).
- Si vous supprimez le contenu mis en cause (vous pouvez préalablement contacter les auteurs),

argumentez précisément cette suppression dans la page de discussion
(un manque de référence n'est pas un argument ; une recherche réelle de référence doit avoir été effectuée, être formellement documentée).
Best-seller sulfureux, le texte de Kyle Onstott s'étend sur plus de 650 pages, lesquelles insistent longuement sur les aspects économiques de l'esclavage et les mœurs qui en découlent. Par la plume d'Onstott, il est par exemple sous-entendu que les raisons qui poussent Hammond à avoir des relations sexuelles avec Ellen et d'autres jeunes esclaves sont liées à son dégoût de Blanche, cette dernière ayant eu des rapports incestueux avec son frère. Onstott ne définit pas clairement s'il s'agit de la cause de ses infidélités ou de l'alibi qui lui permet de s'y adonner. De fait, la question des rapports maîtres-esclaves est soulevée tout au long de la trame. Le roman explicite que de nombreux hommes aisés préfèrent se satisfaire sexuellement auprès d'esclaves : le coût est moindre voire inexistant, les enfants nés de ces relations peuvent par la suite être employés dans la plantation ou revendus aux plus offrants, les esclaves sont soumises aux caprices de leur maître par crainte d'être punies en cas de refus... Pour corroborer cette vision, les hommes se focalisent sur l'aspect religieux : n'ayant pas d'éducation chrétienne, les femmes esclaves seraient moins inhibées dans leurs pratiques et permettraient un large éventail d'expériences. L'écrivain n'édulcore pas le regard raciste et la vision hypersexualisée de l'Homme blanc sur ces femmes noires qu'il considère comme ses possessions. En revanche, la simple idée d'une femme blanche couchant avec un homme noir révolte Hammond et ses pairs. C'est pour la société sudiste l'ultime tabou, impossible à transgresser. Tabou qui volera en éclat lors du dénouement. Si la sexualité est omniprésente, le roman ne témoigne d'aucun passage érotique. Son style, qualifié d'« outrancièrement naturaliste » par ses détracteurs, décrit l'esclavage comme un vaste élevage constitué par du personnel dont il faut tirer le maximum de profit.
D'emblée, l'adaptation cinématographique se veut donc éloignée du roman. Le producteur Ralphe Serpe a déclaré lors du tournage que le film était « une histoire humaine, sociologique ». Il réaffirme leur volonté de s'éloigner du livre d'Onstott, qu'il qualifie de « travail de scribouillard » et de « repoussant » : « Nous sommes fidèles à l'histoire du livre mais pas à l'esprit [...]. Beaucoup de gens l'ont lu mais pour de mauvaises raisons » .

### Des débuts difficiles
Face au succès indéniable des romans, le producteur Dino De Laurentiis voit en Mandingo « l'occasion de surfer sur la vague de la Blaxploitation et d'agrémenter son film de scènes érotiques ». Son choix se porte sur Richard Fleischer pour en réaliser l'adaptation. Ce dernier refuse dix fois la proposition. Lorsqu'il consent à l'accepter, c'est à l'unique condition d'être au plus près des faits : « Mon Mandingo est un reflet véridique de cette époque. Et s'il est vrai qu'il se montre mélodramatique par endroits, il n'en est pas moins un portrait rigoureusement exact des horreurs de l'esclavage ». En plus d'aborder crûment la réalité historique, la tension dramatique se concentrera sur les relations du quatuor Hammond, Ganymède, Ellen et Blanche. Le script sera réécrit trois fois et le dénouement diffère du roman.

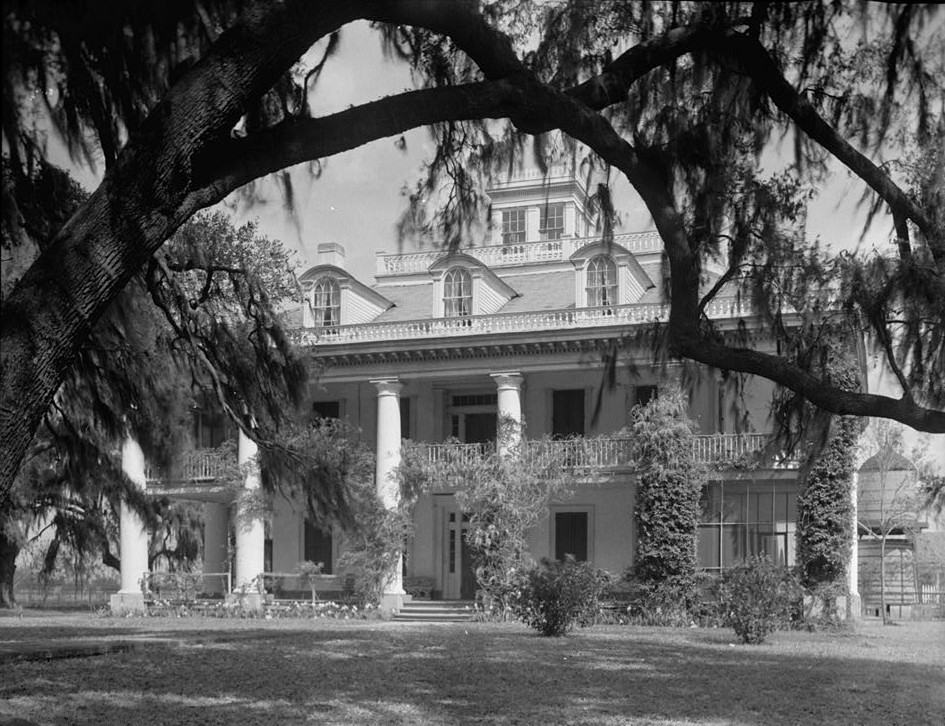
The Houmas, autre lieu majeur du tournage.

Si convaincre le réalisateur ne fut pas aisé, le casting fut lui-même semé d'embûches. Charlton Heston refusa d'incarner Warren Maxwell. Timothy Bottoms, Beau Bridges, Jeff Bridges et Jan-Michael Vincent déclinèrent le rôle de Hammond Maxwell. Quant à James Mason, il admit plus tard qu'il n'avait participé au projet que pour honorer ses pensions alimentaires. Seul le boxeur Ken Norton montre un véritable intérêt pour incarner Mede : afin de tourner dans le film, il refusa une offre de 250 000 $ pour combattre Jerry Quarry.
Edwin Edwards, gouverneur de la Louisiane à l’époque, a joué dans plusieurs scènes. Elles furent finalement coupées au montage, sur les conseils de son équipe de communication : cette dernière estimait que les dommages causés à son image seraient trop importants, le contenu du film s'avérant particulièrement osé.

## Accueil

### Accueil public

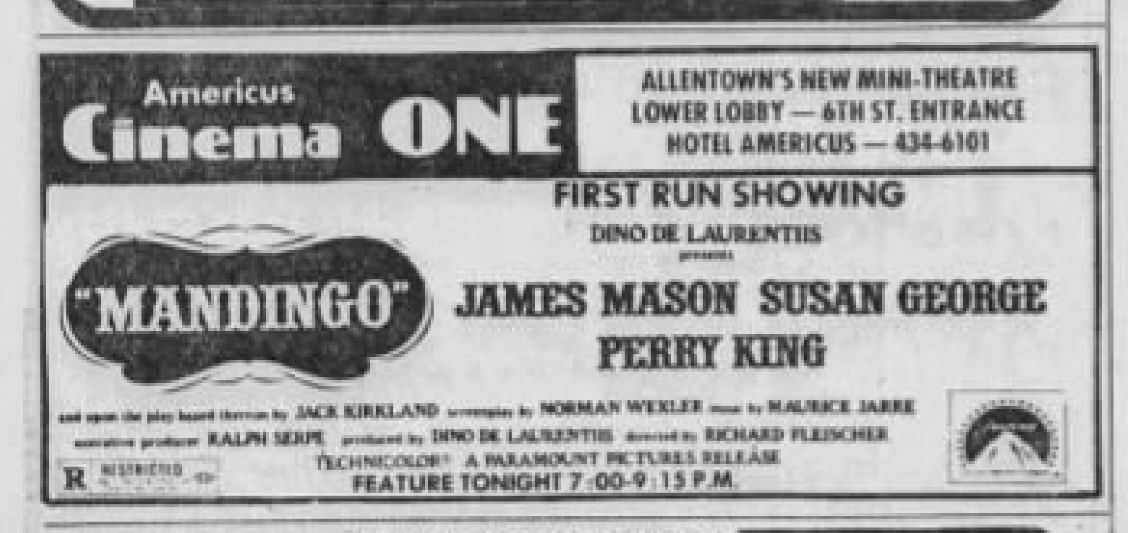
Première projection à l'Americus Cinema à Allentown.

Mandingo sort le 25 juillet 1975 et s'annonce comme un succès commercial. Le film rapporte 20 717,00 $ le jour de sa sortie aux cinémas Criterion et RKO de la 86e rue, établissant des records internes. Ces débuts sont vite enrayés par le scandale et une campagne de diabolisation instantanée de la part de la presse. 
A ce jour, il reste tièdement accueilli par les spectateurs, notamment aux États-Unis. Le site Rotten Tomatoes lui donne un taux d'approbation de 30 %. IMDb récolte 6,4/10 pour plus de 3 900 votes.
En France, Allociné affiche une bonne moyenne de 3,9/5.

### Accueil critique initial
Si les spectateurs affluent lors de sa sortie, le long-métrage est presque unanimement détesté par la critique, y compris parmi les journalistes les plus influents. Le scandale est tel que le film est vite retiré des salles. 
Roger Ebert du Chicago Sun-Times le qualifie de « poubelle raciste, obscène dans sa manipulation des êtres humains et des sentiments » ; il lui attribue la note de zéro. Richard Schickel, journaliste au Time, juge le film ennuyeux et plein de clichés. Pour Leonard Maltin, le long-métrage est tout simplement « puant ». Pour Jacques Siclier du Monde, « en collant de près au roman de Kyle Onstott, Richard Fleischer en a épousé tous les défauts, toutes les outrances naturalistes ». 

### Réévaluation par la critique contemporaine
Il faudra près de dix ans à Mandingo pour être reconsidéré.
Fin 1985, Jonathan Rosenbaum, journaliste au Chicago Reader, est l'un des premiers à s'ériger contre cette mauvaise presse. Pour lui, il s'agit de « l'un des films hollywoodiens les plus négligés et sous-estimés de son époque ». A son sens, « le mélodrame torride de Richard Fleischer [...] a été largement ridiculisé », quand bien même il compte parmi les longs-métrages les « plus perspicaces et pénétrants sur l'esclavage américain ».
Dave Kehr (The New York Times) le décrit en outre comme « le dernier grand film policier de Fleischer, dans lequel le rôle du tueur sans visage est joué par tout un système social ».
Une analyse élogieuse du long-métrage figure dans The Film Journal. Elle est rédigée par Robert Keser, professeur à la National-Louis University de Chicago et rédacteur associé du Bright Lights Film Journal.
Le long-métrage maudit de Fleischer compte parmi les films favoris de Quentin Tarantino, qui lui rendra par la suite hommage avec son Django Unchained. En 1996, le réalisateur explique que Mandingo et Showgirls sont des exemples uniques : « au cours des vingt dernières années [ce sont les deux seules fois où] un grand studio a réalisé un film d'exploitation complet, gigantesque et à gros budget ».
La presse française contemporaine s'avère elle aussi très enthousiasmée par l'œuvre de Fleischer. Cette dernière est souvent décrite comme « l'envers d'Autant en emporte le vent », à l'instar de Jean Tulard dans son Guide des films. De fait, les parallèles entre les films phares de Fleischer et Fleming ne manquent pas.
Le journaliste Simon Riaux le classe parmi ses vingt films américains méconnus à voir. Il pose Mandingo comme le « miroir inversé du chef-d'œuvre sudiste Autant en emporte le vent », « véritable contrechamp à la légende confortable du Sud aristocratique et à ses manières fanées ». A son sens, les membres « du clan Maxwell sont montrés pour ce qu'ils sont, à savoir le réceptacle de toutes les névroses et les vicissitudes d'une bourgeoisie blanche dont la volonté de domination confine au cannibalisme ». Il salue la réalisation de Fleischer, qui « capte cette déliquescence avec une puissance et une radicalité demeurées sans égal, presque un demi-siècle après [sa] sortie ». Il loue également le travail du chef-opérateur Richard H. Kline, lequel confère aux « intérieurs de Falconhurst [...] l'écho impressionniste d'un cauchemar tamisé, l'écho d'un conte de fées perverti, peuplé d'ogres goguenards et consanguins ». Il voit en Mandingo « un réquisitoire implacable ».
Selon Grégory Marouzé de Revus & corrigés, Mandingo a été « néantisé, détesté par des spectateurs qui ne l’ont même pas vu, [traînant] derrière lui la réputation d’une œuvre quasi-pornographique ». Pour le chroniqueur, l'œuvre de Fleischer « décrit par le menu détail ce que fut l’esclavagisme : terrifiant, et page honteuse de l’histoire des États-Unis ». Il explique son échec critique par le manque de concession du long-métrage et sa sortie prématurée : le long-métrage exhale « la sueur, le vomi, le foutre, le sang et la mort. On imagine l’impact qu’a le film sur le public du Sud des États-Unis, qui en est resté au sublime mais historiquement mensonger Autant en emporte le vent. Une contradiction violente qui se retrouve jusque dans l’affiche de Mandingo, véritable anamorphose de celle du film de Victor Fleming et consorts. Le choc d’une Amérique qui se rêve encore en héros, en ces temps de guerre du Vietnam – le film sort trois mois après l’arrêt officiel du conflit ». Il conclut de la façon suivante : « Quand un réalisateur signe un tel brûlot, qui résiste au temps, ne perd rien de sa puissance, de sa violence, de sa radicalité, de sa probité, il mérite bien une place parmi les plus grands. »
Une position que partage Olivier Père, directeur général d’ARTE France Cinéma : « De tous les grands films de Richard Fleischer, Mandingo est sans doute le plus méprisé et incompris, victime d’un malentendu dès sa sortie. Il est évident que ce film est le produit d’une époque où le cinéma n’avait pas peur de choquer et de déplaire. ». Fervent défenseur du long-métrage, Olivier Père prend garde d'insister sur le « contenu violent et sexuel souvent insoutenable qui dresse un portrait sans concession de l’esclavagisme et de l’aristocratie sudiste ».
Dans leur ouvrage 50 ans de cinéma américain, Jean-Pierre Coursodon et Bertrand Tavernier dressent un portrait élogieux de Mandingo : « D'après un médiocre roman à sensation, une magistrale étude de l'économie libidinale de l'esclavage et de la corruption fondamentale des rapports maîtres-esclaves. Totalement incompris par presque toute la critique (la prétendue complaisance avec laquelle les scènes de sadisme et de violence sont montrées est en fait inhérente au sujet et indispensable à la démonstration). Une des mises en scène les plus raffinées de Richard Fleischer ».
Sur DVDclassik, Justin Kwedi dresse également un parallèle entre Autant en emporte le vent et Mandingo : « La scène d’ouverture est d’ailleurs un décalque sinistre de celle du film de Victor Fleming dans laquelle les chants exaltés des esclaves et la découverte spectaculaire de la plantation en donnaient une aura mythologique sur le score grandiloquent de Max Steiner. Chez Fleischer, l’entrée en matière se fait par une vue austère de la plantation Maxwell tandis qu’un blues lancinant de Muddy Waters se fait entendre, avant que le sort des esclaves ne s’illustre par une sordide scène de vente où la "marchandise" est scrupuleusement examinée ». Le chroniqueur s'intéresse particulièrement à la dimension psychologique et ambiguë des personnages : « Les Maxwell père et fils ne sont que les rouages d’un système dont ils ne sont même pas les pires spécimens. Le lien étrangement affectueux (et qui nourrissait aussi Autant en emporte le vent) entre maîtres et esclaves est bien présent même si la peur n’est jamais loin, notamment avec le personnage de Lucrèce Borgia en matrone de la plantation ». Il note aussi le parallèle entre les Blancs et les Noirs : « La supposée race supérieure est criblée de tares physiques et mentales [...]. Les seuls moments où les Blancs se montreront sous un jour positif seront lorsqu’ils dépasseront ce racisme naturel envers les Noirs. Ce sera le cas lors de la romance entre Hammond et Ellen, où dans leur première scène d’amour le rapport dominant/dominé est biaisé par ce que chacun voit de plus profond chez l’autre. On l’observera aussi dans le lien entre Hammond et l’esclave mandingue Mede, une acquisition de prestige. La perfection physique de Mede répond au handicap de Hammond, et l’esclave et le maître dérivent vers une affection mutuelle qui culmine lors du sauvage combat mandingue. Tout le dysfonctionnement de cette société s’exprime là avec Hammond exploitant Mede puis cherchant à stopper le combat par compassion en le voyant en difficulté ». Par son analyse, Kwedi balaie tout manque de nuances : cette « monstruosité mêlée d’ambiguïté [rend le film passionnant] car [il ne cède] pas à un manichéisme explicite ».
La Cinémathèque québécoise le définit comme « un portrait puissamment réaliste de la véritable nature brutale de l'esclavage, qui a fait des victimes tant chez les propriétaires que chez les esclaves ». Elle diffuse le long-métrage en février 2023, dans le cadre de son Cycle Les années Blaxploitation. La projection se fait en présence de la réalisatrice Nelly Esmeralda Zarfi.

## Sortie vidéo
En France, le film sort le 5 décembre 2018 dans une combinaison DVD et Blu-ray, éditée par Studiocanal. Il s'intègre à la collection Make my day du critique et historien Jean-Baptiste Thoret, lequel présente le long-métrage dans les bonus. Olivier Père intervient également dans les suppléments.

## Suite
Une suite est sortie en 1976 : L'Enfer des mandingos (Drum) de Steve Carver, dans laquelle Warren Oates reprend le rôle de Perry King.